# Ofensiva de Còrdova
Es coneix com a ofensiva o batalla de Còrdova al conjunt d'operacions militars que van tenir lloc al voltant de la capital cordovesa entre el 19 i el 22 d'agost de 1936. Aquesta ofensiva del bàndol republicà estava emmarcada dins el conjunt de les operacions que es van desenvolupar durant els primers mesos de la Guerra Civil Espanyola. Ha estat sovint ignorada per la historiografia. En cas d'haver triomfat, hauria tallat les comunicacions amb Granada (evitant el posterior setge de Màlaga) i hauria suposat una seriosa amenaça contra Sevilla.
El fracàs de l'ofensiva republicana va constituir un bon exemple de la inutilitat de la tàctica de la "guerra de columnes" a l'hora de realitzar operacions contra un enemic que estigués organitzat, tot i ser menor en nombre.

## Batalla
El 20 d'agost va començar el llargament esperat atac sobre la ciutat amb les 5 columnes. La resistència dels revoltats va ser més forta del que s'esperava, ja que des del sud havia arribat el tinent coronel José Enrique Varela al costat d'alguns reforços de tropes africanes. Varela, en una ràpida decisió, va reforçar amb els africans la posició d'Alcolea. L'Agrupació Pérez Salas juntament amb les agrupacions Peris i Viqueira van forçar la resistència a Torres Cabrera i es van situar a només 8 km del nucli urbà de Còrdova, però la intervenció dels Savoia-Marchetti SM81 i DC-2 vinguts de la Base Aèria de Tablada va aturar el seu avanç en sec.
L'Agrupació Pérez Sales era la més important de les 5 agrupacions, però els bombardejos dels revoltats van causar importants baixes entre els seus components; malgrat això, el comandant Pérez Sales no va abandonar els seus intents d'entrar a Còrdova. A últimes hores del dia 20, José Miaja Menant va disposar l'atac de les agrupacions Balibrea i Armentia. Encara que la columna Armentia es va situar a 6 km del nucli urbà per la carretera de Cerro Muriano, la columna de Balibrea es va topar amb la resistència de les tropes marroquines a pont Mocho.